# Retour à Nazareth

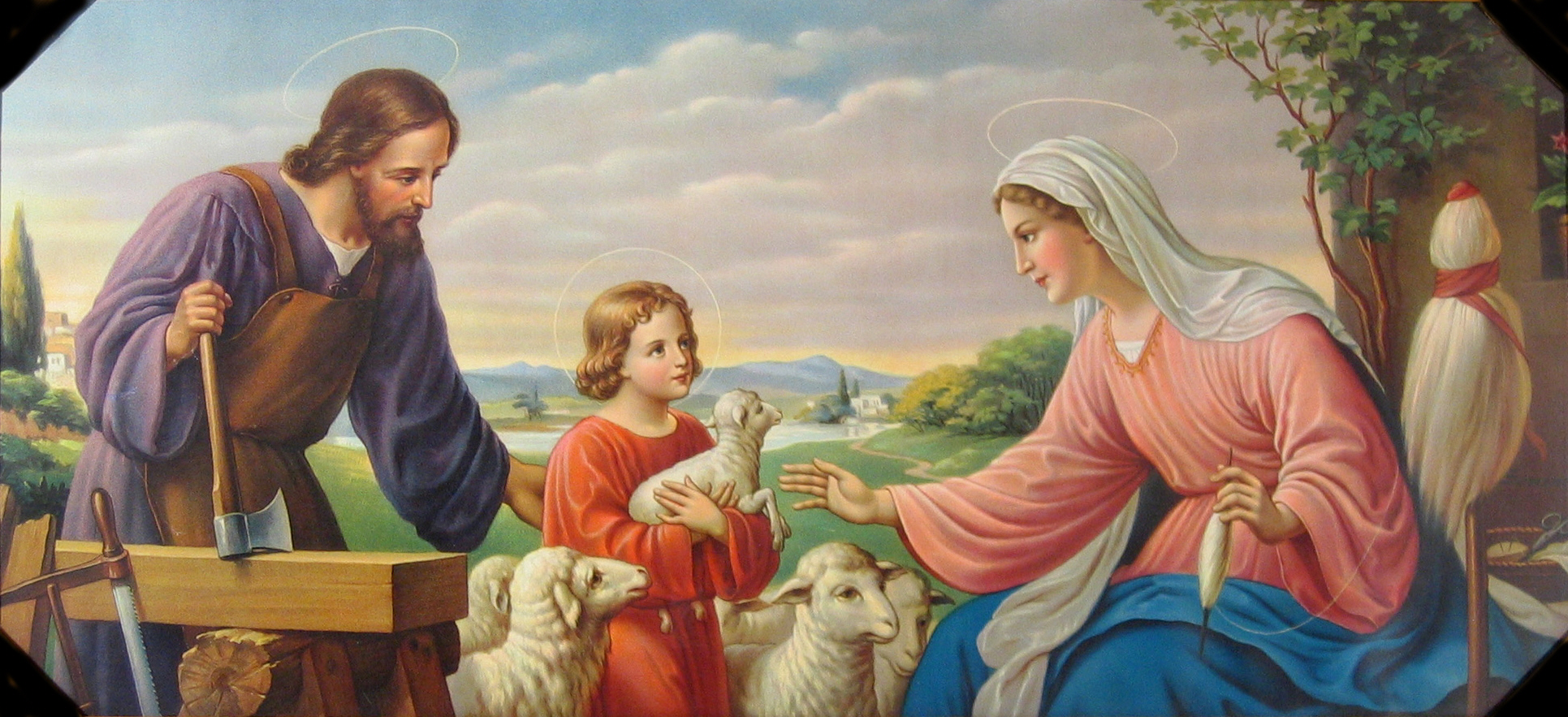
Représentation du jeune Jésus à Nazareth, artiste anonyme, vers 1930.

Le retour à Nazareth est un épisode faisant partie de la version donnée par l'Évangile de Luc sur le début de la vie de Jésus. Il décrit le retour de Joseph et Marie chez eux à Nazareth après que Jésus est né lors de leur venue à Bethléem pour s'inscrire au recensement de Quirinius.
Le compte rendu de cet épisode est différent dans l'Évangile selon Matthieu, où il est dit que Joseph et sa famille vivent à Bethléem et ne se rendent à Nazareth qu'après la fuite en Égypte.
« Joseph se leva, prit l'enfant et sa mère et retourna dans le pays d'Israël. Mais il apprit qu'Archélaüs était devenu roi de Judée à la place de son père Hérode. Il eut donc peur de s'y installer, et, averti par Dieu dans un rêve, il se retira dans la province de Galilée, où il s'établit dans une ville appelée Nazareth. Ainsi se réalisa cette parole des prophètes : "On l'appellera le Nazaréen". »
—Matthieu 2, 21–23